# Gobiobotia filifer
Gobiobotia filifer är en fiskart som först beskrevs av Garman 1912.  Gobiobotia filifer ingår i släktet Gobiobotia och familjen karpfiskar. Inga underarter finns listade i Catalogue of Life.